# 앵그리버드 팝!
《앵그리버드 팝!》(Angry Birds POP!)는 2015년에 출시된 로비오 엔터테인먼트의 비디오 게임이다.